# Дзета Південного Трикутника
Дзета Південного Трикутника (лат. ζ Trianguli Australis) — подвійна система зір, що розташована на відстані приблизно 39,5 світлових років від Сонця у сузір'ї Південного Трикутника.
Складається із зір спектрального класу F9V і їх об'єднана видима зоряна величина становить +4,90. Пара обертається на орбіті одна навколо одної приблизно за 13 днів, а малий ексцентриситет їх орбіти, який дорівнює 0,014, робить її майже точно коловою.
Дещо дивним є розташування пари зір у 70° S, що робить їх кандидатами в члени рухомої групи зір Великої Ведмедиці. Проте, є деякі докази протилежного.